# Bulu (Rembang)
Bulu is een bestuurslaag in het regentschap Rembang van de provincie Midden-Java, Indonesië. Bulu telt 890 inwoners (volkstelling 2010).